# Ninkasi
Ninkasi – w mitologii sumeryjskiej – bogini mocnych trunków. Córka Enki'ego i Damgalnuni. W wierszyku na jej cześć jest informacja, że to dzięki niej ciasto "rośnie" po dodaniu zakwasu piwnego.